# Polycentropus sabulosus
Polycentropus sabulosus là một loài Trichoptera trong họ Polycentropodidae. Chúng phân bố ở miền Tân bắc.